# Idioma guugu yimithirr
Guugu Yimithirr, también traducido como Guugu Yimidhirr, Guguyimidjir, y muchas otras grafías, es una lengua aborigen australiana, el idioma tradicional del [pueblo Guugu Yimithirr de extremo Norte de Queensland. Pertenece a la familia lingüística de lenguas pama-ñunganas. La mayoría de los oradores viven hoy en la comunidad de Hope Vale, a unos 46 km de Cooktown. Sin embargo, a partir de junio de 2020, solo alrededor de la mitad de la nación Guugu Yimithirr habla el idioma. Como tal, se están haciendo esfuerzos para enseñarlo a los niños. Guugu Yimithirr es el idioma de origen de la palabra canguro (de gangurru [gaŋuru]).

## Nombre
La palabra guugu significa 'habla, idioma', mientras que yimithirr (o yumuthirr) significa yimi -tener, yimi es la palabra para 'esto'. El uso de la palabra yi(mi), en lugar de alguna otra palabra para "esto", se consideró una característica distintiva de Guugu Yimithirr. El elemento guugu y la práctica de nombrar en función de alguna palabra distintiva se encuentra en muchos otros idiomas.
El nombre tiene muchas variantes ortográficas, incluyendo Gogo-Yimidjir, Gugu-Yimidhirr, Gugu Yimithirr, Guugu Yimidhirr, Guguyimidjir (usado por Ethnologue), Gugu Yimijir, Kukuyimidir, Koko Imudji, Koko Yimidir, Kuku Jimidir, Kuku Yimithirr, y Kuku Yimidhirr.

## Distribución geográfica
El territorio original de la tribu Guugu Yimithirr se extendía hacia el norte hasta la desembocadura del río Jeannie, donde estaba bordeado por hablantes de la Guugu Nyiguudji; hacia el sur hasta el río Annan, donde estaba bordeado por hablantes del idioma Guugu Yalandji; al oeste, estaba bordeado por hablantes de un idioma llamado Guugu Warra (idioma Guugu Warra) (literalmente 'malas palabras') o Lama-Lama (lenguaje Lama-Lama). La ciudad moderna de Cooktown se encuentra dentro del territorio de Guugu Yimithirr.
Sin embargo, a principios del siglo XXI, la mayoría de los hablantes de guugu yimithirr viven en la misión en Hopevale.

### Dialectos
Guugu Yimithirr originalmente constaba de varios dialectos, aunque incluso los nombres de la mayoría ahora se han olvidado. Hoy se distinguen dos dialectos principales: el dialecto costero, llamado dhalundhirr 'con el mar', y el dialecto del interior, llamado waguurrga 'del exterior'. Misioneros usó el dialecto costero para traducir himnos e Historias bíblicas, por lo que algunas de sus palabras ahora tienen asociaciones religiosas de las que carecen los equivalentes del interior. Hubo una vez también un dialecto "Ngegudi" o "Gugu Nyiguudyi".

## Historia

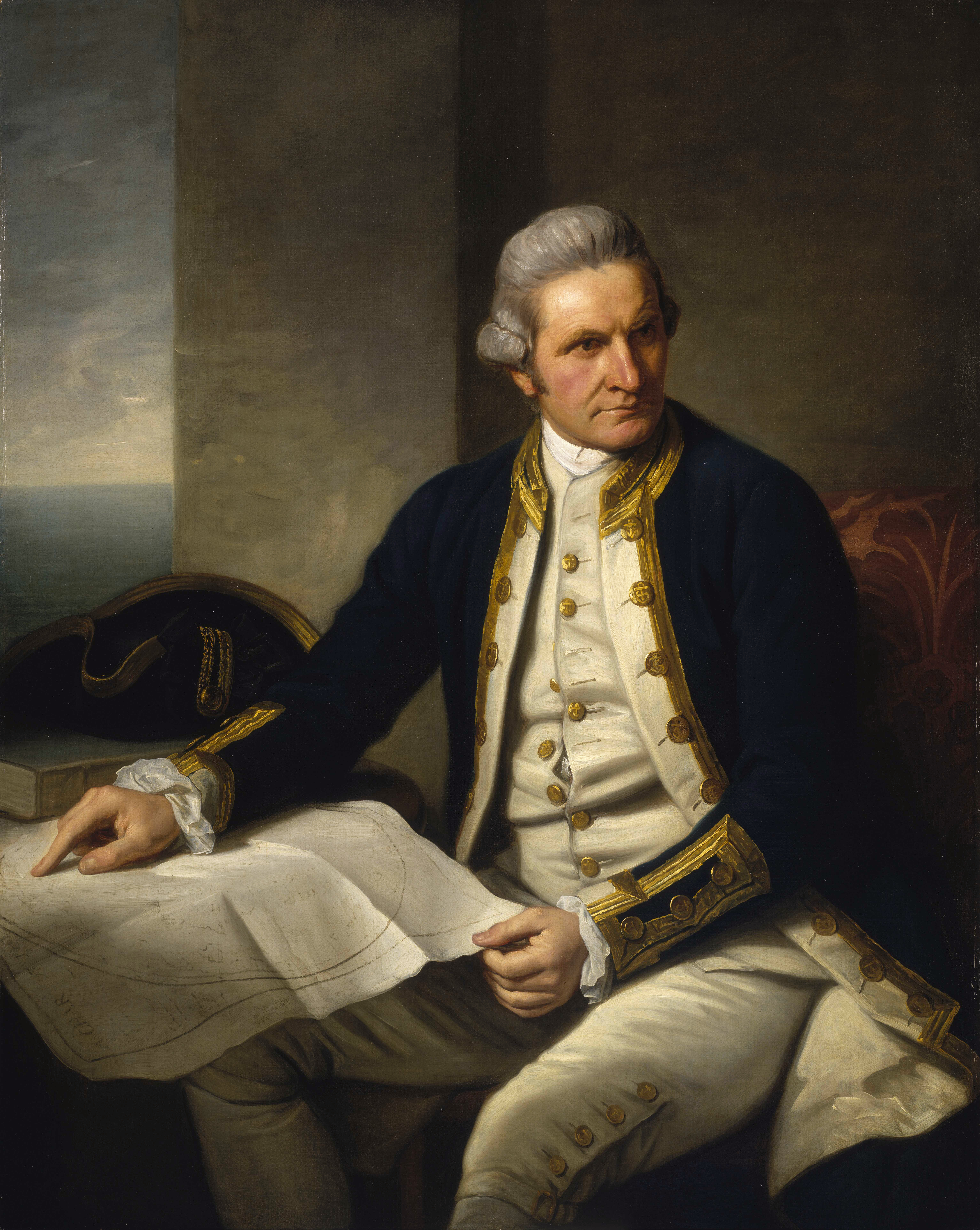
Capitán James Cook

En 1770, Guugu Yimithirr se convirtió en el primer idioma aborigen australiano en ser escrito cuando el Teniente (más tarde Capitán) James Cook y su tripulación grabaron palabras mientras su barco, el HM Bark Endeavour, estaba siendo reparado después de haber encallado en un bajío de la Gran Barrera de Coral. Joseph Banks describió el idioma como "totalmente diferente al de los isleños; sonaba más como inglés en su grado de aspereza, aunque tampoco podía llamarse [sic] duro".
Entre las palabras registradas estaban kangooroo o kanguru (IPA: /ɡaŋuru/), que significa un gran canguro negro o gris, que se convertiría en el término general en inglés para todos los canguros, y dhigul (transcrito por Banks como Je-Quoll), el nombre del quoll.
Sydney Parkinson, que acompañó a Cook, dio una útil lista de palabras en su diario publicado póstumamente.

## Fonología

### Vocales
|         | Anterior                              | Posterior                             |
| ------- | ------------------------------------- | ------------------------------------- |
| Cerrada | Archivo de audio "i iː" no encontrado | Archivo de audio "u uː" no encontrado |
| Abierta | Archivo de audio "a aː" no encontrado | Archivo de audio "a aː" no encontrado |

La /u/ corta se puede realizar como ɯ sin redondear, y la /a/ sin acentuar se puede reducir a ə.

### Consonantes
|           | Periférica | Periférica | Laminal | Laminal  | Apical     | Apical |
| Bilabial  | Velar      | Palatal    | Dental  | Alveolar | Retrofleja |        |
| --------- | ---------- | ---------- | ------- | -------- | ---------- | ------ |
| Oclusiva  | b          | ɡ          | ɟ       | d̪        | d          | ɖ      |
| Nasal     | m          | ŋ          | ɲ       | n̪        | n          | ɳ      |
| Lateral   |            |            |         |          | l          |        |
| Rótica    |            |            |         |          | r          | ɻ      |
| Semivocal | w          | w          | j       |          |            |        |

Las oclusivas suelen ser sordas y no aspiradas inicialmente y después de vocales cortas, y sonoras después de consonantes y vocales largas.
Los retroflejos [ɖ ɳ] pueden no ser fonemas individuales, sino grupos de /ɻd ɻn/. Sin embargo, hay al menos una palabra que, para los hablantes mayores, se pronuncia con un retroflejo inicial de palabra: run, que es [ɖudaː] o [ɖuɖaː] .
La /r/ rótica es normalmente una flap ɾ, pero puede ser una trill en un discurso enfático.

### Fonáctica
Todas las palabras, con la excepción de un par de interjección, comienzan con una consonante. La consonante puede ser oclusiva, nasal o semivocal (es decir, /l r ɻ/ no aparece inicialmente).
Las palabras pueden terminar en vocal o en consonante. Las consonantes finales de palabra permitidas son /l r ɻ j n n̪/.
Dentro de las palabras, puede ocurrir cualquier consonante, así como grupos de hasta tres consonantes, que no pueden ocurrir ni al principio ni al final.

## Gramática
Como muchos idiomas australianos, Guugu Yimithirr pronombre tiene acusativo morfología mientras que los sustantivos tienen morfología ergativo. Es decir, el sujeto de un verbo intransitivo tiene la misma forma que el sujeto de un verbo transitivo si el sujeto es un pronombre, pero la misma forma que el objeto de un verbo transitivo de lo contrario.
Independientemente de si se usan sustantivos o pronombres, el orden habitual de las oraciones es sujeto-objeto-verbo, aunque son posibles otros órdenes de palabras.
El lenguaje es notable por su uso de direcciones geográficas puras (norte, sur, este, oeste) en lugar de direcciones egocéntricas (izquierda, derecha, adelante, atrás), aunque se discute tal "pureza". Aun así, le ha dado a sus hablantes un notable sentido de dirección.[cita requerida]

## Preservation
A partir de junio de 2020, solo alrededor de la mitad de las 1400 personas de Guugu Yimithirr hablan el idioma, y en su mayoría solo los abuelos lo hablan con fluidez. Los ancianos de Hope Vale están ayudando a crear tutoriales en video sobre la enseñanza de Guugu Yimithirr, que se están subiendo a YouTube, mientras que la escuela local, Hope Vale Cape York Aboriginal Australian Academy, tiene un programa de idiomas en su currículo. Con las escuelas cerradas y el aprendizaje en el hogar, utilizando los videos en línea, durante la pandemia de COVID-19 en Australia, tanto los adultos como los hermanos menores han estado aprendiendo el idioma junto con los escolares.

## Vocabulario
Algunas palabras del idioma Guugu Yimithirr, tal como se escriben y escriben por los autores de Guugu Yimithirr incluyen:
- Balingga: equidna
- Birri: río
- Bubu: tierra
- Buurraay: agua
- Gangurru: canguro
- Gulaan: zarigüeya
- Guuju: pescado
- Jijirr: pájaro
- Munhu: hierba
- Nanggurr: hogar/campamento
- Ngalan: sol
- Thaarba: serpiente
- Wantharra nyundu? : ¿Cómo estás?